# القاهر محمد بن شيركوه
الْأَمِيرُ القاهر نَاصِرُ الدِّينِ مُحَمَّدُ بْنُ أَسَدِ الدِّينِ شِيرَكُوهْ حاكم من سلالة الأيوبيين حكم مدينة حمص، تزوج زمرد خاتون بنت نجم الدين أبي الشكر أيوب بن شاذي بن مروان، الملقبة بست الشام أخت صلاح الدين الأيوبي.
وتوفي في يوم عرفة سنة 581هـ 1186م في حمص ونقلته زوجته ست الشام إلى تربتها بدمشق حيث دفن فيها.
خلفه في ملك حمص ولده أَسَدُ الدِّينِ شِيرَكُوهْ الملقب بالملك المجاهد.